# Kaasmarkt (Edam)
De kaasmarkt van Edam is een Nederlandse kaasmarkt die vanaf de zestiende eeuw in belangrijke mate de economie van Edam bepaalt. Een van de populairste kazen, Edammer kaas ontleent zijn naam aan deze stad.
Op 16 april 1526 kreeg Edam van keizer Karel V het recht van vrije weekmarkt alsmede het recht van Waag, waarvoor jaarlijks 90 gulden aan de grafelijkheid moest worden betaald. Op 2 maart 1574 werd dit recht van Waag door Willem van Oranje eeuwigdurend vergeven als dank voor de goede samenwerking tijdens het beleg van Alkmaar.
De handel op de markt vond plaats tot 1922. De kaasmarkt werd in 1989 heropend. De markt vindt achtmaal per jaar plaats in juli en augustus elke woensdagmorgen, waarbij vrijwilligers de voormalige handel naspelen. De kazen worden aangevoerd met wagons en boten.